# La Visitation-de-Yamaska
Pour les articles homonymes, voir Visitation.
La Visitation-de-Yamaska est une municipalité canadienne du Québec située dans la municipalité régionale de comté de Nicolet-Yamaska et la région administrative du Centre-du-Québec.

## Histoire

### Chronologie municipale
- 2 février 1899: La municipalité de la paroisse de La Visitation-de-la-Bienheureuse-Vierge-Marie est constituée en se détachant de Baie-du-Febvre.
- 1983: La Visitation-de-la-Bienheureuse-Vierge-Marie change son nom pour municipalité de La Visitation-de-Yamaska.

## Géographie
La rivière Nicolet Sud-Ouest traverse son territoire du sud-est vers le nord-est où elle le délimite.
La rivière Saint-Zéphirin le traverse du sud-ouest vers le nord-est jusqu'à sa confluence rive gauche avec la rivière Nicolet Sud-Ouest.
La rivière Sévère-René y coule dans le sud-ouest vers le nord-est jusqu'à sa confluence rive gauche avec la rivière Nicolet Sud-Ouest.
La rivière Carmel coule du sud-est vers l'ouest jusqu'à sa confluence rive droite avec la rivière Nicolet Sud-Ouest.

## Démographie
| 1996 | 2001 | 2006 | 2011 | 2016 | 2021 |
| ---- | ---- | ---- | ---- | ---- | ---- |
| 400  | 393  | 348  | 331  | 327  | 295  |

## Administration
Les élections municipales se font en bloc pour le maire et les six conseillers.
| La Visitation-de-Yamaska Maires depuis 2001                                                                          |                  |         |          |
| Élection | Maire            | Qualité | Résultat |
| 2001 | Sylvain Laplante |         | Voir     |
| 2005 | Sylvain Laplante | Voir    |          |
| 2009 | Sylvain Laplante | Voir    |          |
| 2013 | Sylvain Laplante | Voir    |          |
| 2017 | Sylvain Laplante | Voir    |          |
| 2021 | Alain Vouligny   |         | Voir     |
| Élection partielle en italique Depuis 2005, les élections sont simultanées dans toutes les municipalités québécoises |                  |         |          |